# Nacionalismo surtirolés

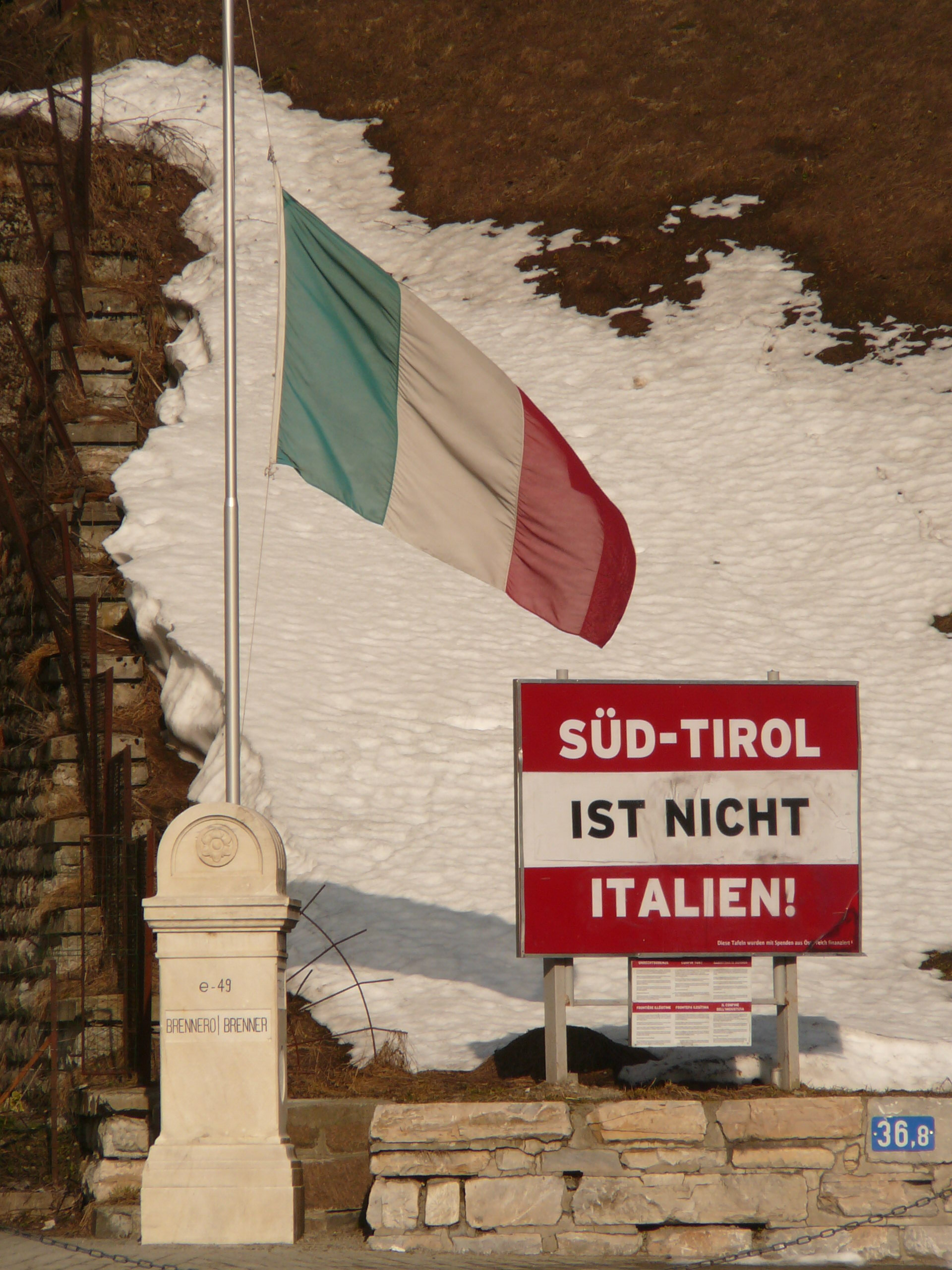
Afiche que dice "¡Tirol del Sur no es Italia!" en el fondo de una bandera austriaca. El cartel se encuentra en el lado austriaco de la frontera, no en Tirol del Sur.

El nacionalismo surtirolés es un movimiento político en la provincia autónoma italiana de Tirol del Sur que pide la secesión de la región de Italia y su reunificación con el Estado del Tirol en Austria. Al mismo tiempo, algunos grupos favorecen el establecimiento de un Estado Libre interino del Tirol del Sur como nación soberana mientras se organiza la reintegración.

## Antecedentes
El Tirol es una región dividida entre Austria e Italia. Es una zona montañosa (ubicada en los Alpes) y sus habitantes hablan mayoritariamente alemán. Al final de la Primera Guerra Mundial, este territorio, parte del Imperio austrohúngaro, fue dividido en dos entre Austria e Italia. El actual Tirol del Sur quedó bajo el control de este último país.Después de la anexión, la inmigración de italianos se aceleró y los nuevos colonos crearon los primeros asentamientos italianos.
Cuando el dictador Benito Mussolini llegó al poder, se intensificó el proceso de italianización en Tirol del Sur, prohibiendo la educación alemana en las escuelas, cambiando la toponimia y utilizando los movimientos de población (a través de los colonos) para propiciar que el territorio perdiera su lengua y cultura nativas.
Después de la Segunda Guerra Mundial, la nueva república italiana cambió de posición y dio a la región cierta autonomía; más tarde, en 1972 y 1992, el estado italiano acordó con las autoridades locales el estatus especial actual del Tirol del Sur. La designación de Tirol del Sur como provincia autónoma le otorga una gran cantidad de privilegios; por ejemplo, solo el 10% de los impuestos pagados en Tirol del Sur van al gobierno central italiano.

## Historia del movimiento
El primer activismo de la posguerra para la secesión del Tirol del Sur de Italia se puede encontrar en la organización terrorista Comité de Liberación del Tirol del Sur (liderada por Sepp Kerschbaumer), que llevó a cabo bombardeos de la infraestructura italiana y monumentos fascistas principalmente entre mediados de la década de 1950 y 1961. El más notable de estos incidentes fue la Noche de Incendio el 12 de junio de 1961, en el que una gran unidad de suministro eléctrico fue destruida por medio de explosivos. El incidente fue seguido por una serie de bombardeos y emboscadas a los Carabinieri y otras fuerzas de seguridad, siendo el ataque de 1967 a una patrulla en Cima Vallona el más sonado.
Años después de que el Comité de Liberación cesara su actividad, surgió Ein Tirol, una organización terrorista de extrema derecha que siguió los pasos de su predecesor al ejecutar el daño explosivo de varias reliquias del fascismo italiano, así como monumentos históricos. Desde mediados de la década de 1980, el grupo extremista ha asumido un papel mucho menos destacado y violento en el movimiento independentista; en 2009, se quemó la ladera de una montaña con vista a las celebraciones de la fiesta del Sagrado Corazón de Jesús para deletrear el nombre del grupo.
Algunos partidos políticos que abogan por la secesión del Tirol del Sur han alcanzado una cierta prominencia tanto a nivel local como nacional, entre ellos la Libertad Sudtirolesa, Die Freiheitlichen y la Unión de Ciudadanos del Tirol del Sur. Estos partidos abarcan 10 de los 35 escaños del Consejo Provincial.
La fuerza de trabajo y la pasión con la que se hacen los llamados a la secesión del Tirol del Sur varían según el tiempo y el clima político. En 1991, se indicó que la mayoría de los hablantes de alemán en Tirol del Sur estarían a favor de permanecer en Italia. Las encuestas realizadas por el instituto de investigación austriaco Karmasin muestran que el 54% de los tiroleses del sur que hablan alemán o ladino apoyarían la secesión de Italia, mientras que el 46% de la población total (incluidos los italianos) alentaría la secesión del Tirol del Sur.

## Razones para la secesión

### Diversidad etnolingüística

Distribución lingüística de Tirol del Sur

Las tensiones sobre el trato justo y el reconocimiento de los hablantes de lenguas minoritarias han sido una justificación histórica para el separatismo, aunque su protección está cimentada por una ley aprobada en noviembre de 1991.

### Situación económica
Tirol del Sur se encuentra entre las provincias más ricas de Italia con un PIB per cápita de 32 000 €. Dicho esto, Italia es una nación que ha sufrido un declive implacable desde el nacimiento de la crisis de la eurozona en 2009. En 2012, se proyectó que la región asignaría 120 millones de euros para estabilizar el presupuesto nacional de Italia. Para lograr esto, la región se vio obligada a aumentar los impuestos y tarifas sobre la producción de cultivos, una medida que, según los expertos, viola el estatus de Tirol del Sur como región autónoma. Eva Klotz, fundadora y representante del partido Libertad Sudtirolesa en el parlamento local, ha reflejado gran parte del sentimiento actual del Tirol del Sur de habla alemana al afirmar que la región "no debería ser arrastrada" con el resto de Italia.

## Relaciones con Austria
El trato y la absorción del Tirol del Sur han sido a menudo una fuente de tensión en las relaciones exteriores entre Italia y Austria. Inmediatamente después de la Segunda Guerra Mundial, el gobierno de transición de Austria expresó su preocupación por el trato de las minorías étnicas alemana y ladina en Tirol del Sur. Esto se resolvió mediante la firma del Tratado de París por las dos partes el 5 de septiembre de 1946, que describe una plataforma para la autonomía del Tirol del Sur y la protección de las minorías. Sin embargo, los cambios dictados por el tratado no se implementaron en gran medida, lo que resultó en una apelación de Austria sobre la situación ante las Naciones Unidas en 1961. Austria cuestionó los reclamos de Italia sobre Tirol del Sur hasta la emisión del paquete de autonomía antes mencionado en 1992; a mediados de la década de 1990, el gobierno austriaco suplicó a sus homólogos italianos que ofrecieran amnistía a los activistas independentistas encarcelados, la mayoría de los cuales habían participado en la campaña de bombardeos durante las décadas de 1950 y 1960. El Partido de la Libertad de Austria ha alentado la concesión de la ciudadanía austriaca a los tiroleses del sur, aunque el gobierno austriaco ha rechazado repetidamente esta solicitud.